# Austroheptura campbelli
Austroheptura campbelli is een steenvlieg uit de familie Austroperlidae. De wetenschappelijke naam van de soort is voor het eerst geldig gepubliceerd in 1993 door Theischinger.